# Jeremy Saulnier
Jeremy Saulnier, född 1976, är en amerikansk filmregissör.

## Filmografi (i urval)
- 2013 – Blue Ruin
- 2015 – Green Room
- 2018 – Hold the Dark
- 2024 – Rebel Ridge